# Ivezići
Ivezići (cyr. Ивезићи) – wieś w Serbii, w okręgu zlatiborskim, w gminie Prijepolje. W 2011 roku liczyła 98 mieszkańców.